# Тайрон Вудлі
Тайрон Вудлі (англ. Tyron Woodley, нар. 17 квітня 1982 року, Фергусон, штат Міссурі, США) — професійний американський боєць змішаних бойових мистецтв (ММА), колишній борець вільного стилю. До 2012 року мав контракт зі Strikeforce, з 2013 по 2021 рік виступав під егідою Ultimate Fighting Championship. Колишній чемпіон UFC у напівсередній вазі 2016-2019. Представляє команду American Top Team, але перед боєм із Лоулером перейшов до Rufus, де тренується досі.

## Ранні роки
Народився і провів дитинство у Фергуссоні (штат Міссурі), передмісті Сент-Луїса. Тайрон був одинадцятим із тринадцяти дітей у сім'ї Сільвестра та Дебори Вудлі. Виховувався матір'ю, бо батько залишив сім'ю, коли Тайрону було 10 років. Навчався у школі МакКлюера (McCluer High School), яку закінчив у 2000 році. У школі почав займатися спортом, входив до збірної школи з американського футболу. Також займався боротьбою, ставав чемпіоном штату Міссурі в 2000. У 2000 році брав участь у чемпіонаті США з вільної боротьби, посівши третє місце серед юніорів.
Після закінчення школи Тайрон отримав запрошення від університетів Небраски, Північної Айови та Міссурі, поступивши в підсумку в останній. Закінчив університет у 2005 році з дипломом із сільського господарства. В університеті продовжив займатися боротьбою, був капітаном університетської збірної з 2003 до 2005 року, у 2003 та 2005 році був Всеамериканським спортсменом (All-American athlete) з боротьби, дивізіон I.
Одружений, має двох синів.

## Кар'єра в MMA
Кар'єру у змішаних єдиноборствах Тайрон розпочав із участі у клубному турнірі серед членів місцевого спортивного клубу, який відвідував сам. Перший бій Тайрон виграв нокаутом у першому раунді за 20 секунд. Загалом під аматорською ліцензією Тайрон провів 7 поєдинків, завершивши достроковою перемогою. Любителем проходив перегляд на дев'ятий сезон реаліті-шоу The Ultimate Fighter, але вибув у фінальній стадії набору учасників.
Перший професійний бій Тайрон провів 7 лютого 2009 року в Колумбії, штат Міссурі проти Стіва Шнайдера, здобувши перемогу технічним нокаутом за хвилину після початку бою. Другий бій Тайрона відбувся 30 квітня 2009 проти Джеффа Карстенза. Тайрон здобув перемогу через 48 секунд задушливим прийомом.

### Strikeforce
6 червня 2009 відбувся дебютний бій Тайрона на турнірі Strikeforce проти Сальвадора Вудса. Тайрон здобув дострокову перемогу наприкінці першого раунду. У другому професійному бою проти Зака Лайта 25 вересня 2009 Тайрон також здобув дострокову перемогу в другому раунді. За підсумками 2009 Тайрон отримав нагороду від ULTMMA в номінації «Перспектива року» (Prospect of the year). До липня 2012 року Тайрон провів 8 поєдинків на професійному рингу в Strikeforce, не зазнавши жодної поразки. 4 із 8 боїв закінчилися достроково. За підсумками 2010 Тайрон був названий «Висхідною зіркою року» (Rising Star of the Year) за версією Strikeforce. Після перемоги над Тареком Саффедином 7 січня 2011 Тайрон уклав новий контракт на 4 боя зі Strikeforce на покращених умовах.
14 липня 2012 року в Портленді, штат Орегон, відбувся чемпіонський поєдинок за титул найкращого бійця напівсередньої ваги за версією Strikeforce між Тайроном Вудлі та Нейтом Маркуардтом. Нейт здобув перемогу нокаутом у четвертому раунді. Це була перша поразка Тайрона у професійній кар'єрі в MMA.

### Ultimate Fighting Championship
Перший бій у рамках UFC Тайрон провів 2 лютого 2013 року з Джеєм Хіроном, замінивши травмованого Еріка Сілву. На 36-й секунді бою Тайрон здобув перемогу нокаутом. У наступному бою 15 червня 2013 року проти Джейка Шілдса Тайрон поступився розділеним рішенням суддів. 16 листопада 2013 року Тайрон здобув перемогу над Джошем Кощеком нокаутом у першому раунді. За цей бій Тайрон отримав нагороду «Кращий нокаут вечора» (Knockout of the Night).
30 липня 2016 року на шоу UFC 201 здобув перемогу нокаутом над Роббі Лоулером та завоював титул чемпіона UFC у напівсередній ваговій категорії.
У квітні 2021 року стало відомо, що Тайрон Вудлі звільнений з UFC.

## Титули та досягнення

### Змішані єдиноборства
- Ultimate Fighting Championship
  - Чемпіон UFC у напівсередній ваговій категорії (один раз)
  - Володар премії «Найкращий бій вечора» (один раз) проти Стівена Томпсона[3]
  - Володар премії «Найкращий нокаут вечора» (один раз) проти Джоша Косчека
  - Володар премії «Виступ вечора» (тричі) проти Дон Хен Кіма, Роббі Лоулера та Даррена Тілла
- Strikeforce
  - 2010 «Висхідна зірка року»
- ULTMMA
  - 2009 «Проспект року»

## Статистика
| Професійна кар'єра бійця |            |           |
| Боїв 27                  | Перемог 19 | Поразок 7 |
| Нокаут                   | 6          | 2         |
| Здача                    | 6          | 1         |
| Рішення суддів           | 7          | 4         |
| Нічия                    | 1          | 1         |

| Результат | Рекорд | Суперник        | Спосіб                           | Турнір                                          | Дата              | Раунд | Час  | Місце                  | Примітки                                                                |
| --------- | ------ | --------------- | -------------------------------- | ----------------------------------------------- | ----------------- | ----- | ---- | ---------------------- | ----------------------------------------------------------------------- |
| Поразка   | 19-7-1 | Вісенте Луке    |                                  | UFC 260                                         | 27 березня 2021   | 1     | 3:56 | Лас-Вегас, Невада, США | Бій вечора.                                                             |
| Поразка   | 19-6-1 | Колбі Ковінгтон | Технічний нокаут (перелом ребра) | UFC Fight Night: Ковінгтон vs. Вудлі            | 19 вересня 2020   | 5     | 1:19 | Лас-Вегас, США         |                                                                         |
| Поразка   | 19-5-1 | Гілберт Бернс   | Одноголосне рішення              | UFC on ESPN: Woodley vs. Burns                  | 30 травня 2020    | 5     | 5:00 | Лас-Вегас, США         |                                                                         |
| Поразка   | 19-4-1 | Камару Усман    | Одноголосне рішення              | UFC 235                                         | 2 березня 2019    | 5     | 5:00 | Лас-Вегас, США         | Позбавився титулу чемпіона UFC у напівсередній вазі.                    |
| Перемога  | 19-3-1 | Даррен Тілл     | Здача (задушення д'Арсі)         | UFC 228                                         | 8 вересня 2018    | 2     | 4:19 | Даллас, США            | Захист титул чемпіона UFC у напівсередній вазі. Виступ вечора.          |
| Перемога  | 18-3-1 | Деміан Майя     | Одноголосне рішення              | UFC 214                                         | 29 липня 2017     | 5     | 5:00 | Анахайм, США           | Захист титул чемпіона UFC у напівсередній вазі.                         |
| Перемога  | 17-3-1 | Стівен Томпсон  | Роздільне рішення                | UFC 209                                         | 4 березня 2017    | 5     | 5:00 | Лас-Вегас, США         | Захист титул чемпіона UFC у напівсередній вазі.                         |
| Нічия     | 16-3-1 | Стівен Томпсон  | Нічия (більшість)                | UFC 205                                         | 12 листопада 2016 | 5     | 5:00 | Нью-Йорк, США          | Зберіг титул чемпіона UFC у напівсередній вазі. «Найкращий бій вечора». |
| Перемога  | 16-3   | Роббі Лоулер    | Нокаут (удари)                   | UFC 201                                         | 30 липня 2016     | 1     | 2:12 | Атланта, США           | Завоював титул чемпіона UFC у напівсередній вазі. «Виступ вечора».      |
| Перемога  | 15-3   | Келвін Гастелум | Роздільне рішення                | UFC 183                                         | 31 січня 2015     | 3     | 5:00 | Лас-Вегас, США         | Бій у проміжній вазі (81,65 кг); Гастелум не вклався у вагу.            |
| Перемога  | 14-3   | Кім Дон Хен     | Технічний нокаут (удари)         | UFC Fight Night: Bisping vs. Le                 | 23 серпня 2014    | 1     | 1:01 | Макао, КНР             | Виступ вечора.                                                          |
| Поразка   | 13-3   | Рорі Макдональд | Одноголосне рішення              | UFC 174                                         | 14 червня 2014    | 3     | 5:00 | Ванкувер, Канада       |                                                                         |
| Перемога  | 13-2   | Карлос Кондіт   | Технічний нокаут (травма коліна) | UFC 171                                         | 15 березня 2014   | 2     | 2:00 | Даллас, США            |                                                                         |
| Перемога  | 12-2   | Джош Косчек     | Нокаут (удари)                   | UFC 167                                         | 16 листопада 2013 | 1     | 4:38 | Лас-Вегас, США         | Найкращий нокаут вечора.                                                |
| Поразка   | 11-2   | Джейк Шілдс     | Роздільне рішення                | UFC 161                                         | 15 червня 2013    | 3     | 5:00 | Вінніпег, Канада       |                                                                         |
| Перемога  | 11-1   | Джей Хірон      | Нокаут (удари)                   | UFC 156                                         | 2 лютого 2013     | 1     | 0:36 | Лас-Вегас, США         |                                                                         |
| Поразка   | 10-1   | Нейт Марквардт  | Нокаут (удари ліктями та руками) | Strikeforce: Rockhold vs. Kennedy               | 14 липня 2012     | 4     | 1:39 | Портленд, США          | Бій за вакантний титул чемпіона Strikeforce у напівсередньої ваги.      |
| Перемога  | 10-0   | Джордан Мейн    | Роздільне рішення                | Strikeforce: Rockhold vs. Jardine               | 7 січня 2012      | 3     | 5:00 | Лас-Вегас, США         |                                                                         |
| Перемога  | 9-0    | Пол Дейлі       | Одноголосне рішення              | Strikeforce: Fedor vs. Henderson                | 30 липня 2011     | 3     | 5:00 | Хоффман-Істейтс, США   |                                                                         |
| Перемога  | 8-0    | Тарек Саффедин  | Одноголосне рішення              | Strikeforce Challengers: Woodley vs. Saffiedine | 7 січня 2011      | 3     | 5:00 | Нашвілл, США           |                                                                         |
| Перемога  | 7-0    | Андре Галван    | Нокаут (удари)                   | Strikeforce: Diaz vs. Noons II                  | 9 жовтня 2010     | 1     | 1:48 | Сан-Хосе, США          |                                                                         |
| Перемога  | 6-0    | Натан Кой       | Роздільне рішення                | Strikeforce Challengers: Lindland vs. Casey     | 21 травня 2010    | 3     | 5:00 | Портленд, США          |                                                                         |
| Перемога  | 5-0    | Руді Берз       |                                  | Strikeforce Challengers: Woodley vs. Bears      | 20 листопада 2009 | 1     | 2:52 | Канзас-Сіті, США       |                                                                         |
| Перемога  | 4-0    | Зак Лайт        |                                  | Strikeforce Challengers: Kennedy vs. Cummings   | 25 вересня 2009   | 2     | 3:38 | Біксбі, США            |                                                                         |
| Перемога  | 3-0    | Сальвадор Вудс  |                                  | Strikeforce: Lawler vs. Shields                 | 6 червня 2009     | 1     | 4:20 | Сент-Луїс, США         |                                                                         |
| Перемога  | 2-0    | Джефф Карстенс  | Задушливий прийом (ззаду)        | Respect Is Earned: Brotherly Love Brawl         | 30 квітня 2009    | 1     | 0:48 | Окс, США               |                                                                         |
| Перемога  | 1-0    | Стів Шнайдер    | Здача (удари)                    | Headhunter Productions: The Patriot Act 1       | 7 лютого 2009     | 1     | 1:09 | Колумбія, США          |                                                                         |

## Професійний бокс
| Результат | Рекорд    | Суперник          | Спосіб     | Раунд, час     | Дата                                            | Місце | Примітка |
| --------- | --------- | ----------------- | ---------- | -------------- | ----------------------------------------------- | ----- | -------- |
| 0-2       | Джейк Пол | Нокаут            | 6 (8) 2:12 | 18 грудня 2021 | Амалі-арена, Тампа, США Амалі-арена, Тампа, США |       |          |
| 0-1       | Джейк Пол | Роздільне рішення | 8          | 29 серпня 2021 | Рокет Мортгедж Філдхаус, Клівленд, США          |       |          |

## Фільмографія
| Рік  |   | Українська назва | Оригінальна назва      | Роль    |
| ---- | - | ---------------- | ---------------------- | ------- |
| 2014 | ф | Груба сила       | Blunt Force            | скінхед |
| 2015 | ф | Голос вулиць     | Straight Outta Compton | Ті-Боун |
| 2016 | ф | Кікбоксер        | Kickboxer              |         |
| 2018 | ф | План втечі 2     | Escape Plan 2: Hades   | Акала   |